# Каран
Каран је насеље у Србији у општини Ужице у Златиборском округу. Према попису из 2022. било је 477 становника.
Овде се налази ОШ „Миодраг Миловановић Луне” Каран.

## Демографија
У насељу Каран живи 506 пунолетних становника, а просечна старост становништва износи 45,1 година (43,2 код мушкараца и 47,0 код жена). У насељу има 180 домаћинстава, а просечан број чланова по домаћинству је 3,23.
Ово насеље је великим делом насељено Србима (према попису из 2002. године), а у последња три пописа, примећен је пад у броју становника.
|  |

| Демографија | Демографија | Демографија |
| Година      | Становника  | Становника  |
| ----------- | ----------- | ----------- |
| 1948.       | 950         |             |
| 1953.       | 985         |             |
| 1961.       | 924         |             |
| 1971.       | 817         |             |
| 1981.       | 715         |             |
| 1991.       | 666         | 666         |
| 2002.       | 582         | 582         |

| Етнички састав према попису из 2002.‍ | Етнички састав према попису из 2002.‍ | Етнички састав према попису из 2002.‍ | Етнички састав према попису из 2002.‍ | Етнички састав према попису из 2002.‍ |
| ------------------------------------ | ------------------------------------ | ------------------------------------ | ------------------------------------ | ------------------------------------ |
|                                      |                                      |                                      |                                      |                                      |
| Срби                                 | Срби                                 |                                      | 575                                  | 98,79%                               |
| Црногорци                            | Црногорци                            |                                      | 6                                    | 1,03%                                |
| Хрвати                               | Хрвати                               |                                      | 1                                    | 0,17%                                |
| непознато                            | непознато                            |                                      | 0                                    | 0,0%                                 |

| Година пописа     | 1948. | 1953. | 1961. | 1971. | 1981. | 1991. | 2002. |
| ----------------- | ----- | ----- | ----- | ----- | ----- | ----- | ----- |
| Број домаћинстава | 153   | 175   | 199   | 196   | 188   | 190   | 180   |

| Број чланова      | 1  | 2  | 3  | 4  | 5  | 6  | 7 | 8 | 9 | 10 и више | Просек |
| ----------------- | -- | -- | -- | -- | -- | -- | - | - | - | --------- | ------ |
| Број домаћинстава | 31 | 47 | 32 | 25 | 24 | 11 | 8 | 0 | 1 | 1         | 3,23   |

| Пол    | Укупно | Неожењен/Неудата | Ожењен/Удата | Удовац/Удовица | Разведен/Разведена | Непознато |
| ------ | ------ | ---------------- | ------------ | -------------- | ------------------ | --------- |
| Мушки  | 261    | 75               | 165          | 16             | 2                  | 3         |
| Женски | 259    | 34               | 164          | 57             | 4                  | 0         |
| УКУПНО | 520    | 109              | 329          | 73             | 6                  | 3         |

| Пол    | Укупно                    | Пољопривреда, лов и шумарство | Рибарство                            | Вађење руде и камена | Прерађивачка индустрија       |
| ------ | ------------------------- | ----------------------------- | ------------------------------------ | -------------------- | ----------------------------- |
| Мушки  | 165                       | 56                            | 0                                    | 0                    | 60                            |
| Женски | 113                       | 51                            | 0                                    | 0                    | 40                            |
| УКУПНО | 278                       | 107                           | 0                                    | 0                    | 100                           |
| Пол    | Производња и снабдевање   | Грађевинарство                | Трговина                             | Хотели и ресторани   | Саобраћај, складиштење и везе |
| Мушки  | 4                         | 2                             | 14                                   | 1                    | 5                             |
| Женски | 0                         | 0                             | 5                                    | 1                    | 1                             |
| УКУПНО | 4                         | 2                             | 19                                   | 2                    | 6                             |
| Пол    | Финансијско посредовање   | Некретнине                    | Државна управа и одбрана             | Образовање           | Здравствени и социјални рад   |
| Мушки  | 0                         | 3                             | 6                                    | 5                    | 2                             |
| Женски | 0                         | 0                             | 0                                    | 5                    | 8                             |
| УКУПНО | 0                         | 3                             | 6                                    | 10                   | 10                            |
| Пол    | Остале услужне активности | Приватна домаћинства          | Екстериторијалне организације и тела | Непознато            | Непознато                     |
| Мушки  | 5                         | 0                             | 0                                    | 2                    | 2                             |
| Женски | 1                         | 0                             | 0                                    | 1                    | 1                             |
| УКУПНО | 6                         | 0                             | 0                                    | 3                    | 3                             |

## Бела црква
У Карану постоји тзв. Бела црква, чији је ктитир локални жупан Петар, чији је надимак Брајан. Подигнута је 1332. године као породична гробница. Припада рашкој архитектонској школи. у њој се налазе очувани портрети Брајана и његове фамилије, као и цара Душана.